# Landskrone Len
Landskrone Len var et len beliggende i Skåne, hvor lensmanden havde bolig på Landskrona Slot.
I begyndelsen af 1600-tallet, før den svenske tid, indgik Fers, Harriager, Onsø og Rønnebjerg herreder i lenet, der da var et afgiftslen. 

## Lensmænd
| - 1547-1548 Tage Ottesen Thott til Næs - 1548-1559 under Helsingborg - 1559-1560 Lave Urne - 1560-1566 Axel Tønnesen Viffert - 1566-1567 Jørgen Tidemand | - 1567-1576 Jørgen Marsvin til Dybæk - 1576-1588 Aksel Knudsen Gyldenstierne til Lyngbygård - 1588-1591 Jørgen Brade - 1591-1602 Oluf Rosensparre til Skarholt - 1602-1612 Kristen Bernekov til Birkholm | - 1612-1619 Tage Ottesen Thott til Eriksholm - 1619-1621 Anders Sinklair til Sinklairsholm - 1621-1627 Gabriel Kruse til Tulsted og Hjulebjerg - 1627-1646 Henrik Huitfeldt til Lillø - 1646-1658 Knud Ulfeldt til Østergård |